# Золоте (Макушинський округ)
Золоте́ (рос. Золотое) — село у складі Макушинського округу Курганської області, Росія. 
Населення — 390 осіб (2010, 436 у 2002).
Національний склад станом на 2002 рік:
- росіяни — 95 %